# بلماحیم (اسرائیل)
بلماحیم (به لاتین: Palmachim) یک منطقهٔ مسکونی در اسرائیل است که در Gan Raveh Regional Council واقع شده‌است.